# Барда Фока
Ба́рда Фо́ка Молодший, Варда Фока (бл.930 — †989) — візантійський полководець, племінник імператора Никифора II Фоки (963–969 роки).

## Життєпис
Походив з знатного та заможного капподокійського роду Фока. Був сином Льва Фоки Молодшого, куропалата Каппадокії. Вперше письмо згадується у 969 році, коли обіймав посаду дукса Халдії та Колонії.
Після того, як у 970 році загинув його дядько, імператор Никифор II Фока, Фока спільно з батьком та братом Никифором, вестом і патрикієм, очолив заколот проти нового імператора, який був його двоюрідним братом — Іоанна Цимісхія. Війська оголосили Барду Фоку імператором, проте незабаром його виступ придушив інший талановитий воєначальник — Барда Склір. Фоку та його родичів схопили і відправили на острів Хіос у вигнання, де Фока провів 7 років.
У 978 році Фоку випустив з в'язниці паракимомен Василь Лакапін, який фактично був регентом при малолітньому басилевсі Василієві II. Його відправили на батьківщину, в Каппадокію, для того, щоб він підняв місцеву знать боротися з Бардой Скліром, який повстав проти імператора і висунув претензії на трон. За допомогою грузинської кінноти Торніке (12 тис. вояків) Барда Фока після поразок біля Панкалії (неподалік річки Галіс) 19 червня 978 року та Василіки (фема Харсіан) восени 978 року, все ж 14 березня 979 року завдав Барду Скліру нищівної поразки у битві при Сарвенісні, після чого той втік до держави Хамданідів. За заслуги перед троном його призначили на посаду доместика схол (командувача схоларіями) Сходу.
Незабаром Фока очолив похід військ проти мусульман, щоб відвоювати Алеппо. Це не вдалося, проте еміру Алеппські зрештою вимушені були визнати зверхність Візантії та зобов'язалися сплачувати щорічну данину.
У 986 році Барду Фоку призначили стратегом (намісником) феми Антіохія. Проте Барда Фока бажав повернутися до Константинополя, щоб зайняти там більш високі посади. Проти цього виступав імператор. 987 року підняв повстання проти імператора Василія II, передавши фему Антіохія своєму синову Леву. Водночас через свого швагра Костянтина Скліра розпочав перемовини з Бардою Скліром. 
Потім рушив на Константинополь: авангард військ під командуванням патрикія Калокира Делфіна, колишнього катепана Італії, і брата Никифора, що демонстративно погрожував столиці у Хризополя, в той час як Лев Меліссен облягав Авідос – ключовий порт. При військовій підтримці київського князя Володимира Святославовича Василій II розбив війська Барди Фоки 13 квітня 989 року біля Абідоса. У цій битві Барда Фока загинув (за іншими відомостями Фоку отруїв таємний агент імператора).